# Javon Kinlaw
Javon Kinlaw (Charleston, Carolina del Sur, 3 de octubre de 1997) es un jugador profesional estadounidense de fútbol americano que se desempeña en la posición de defensive tackle en New York Jets, equipo de la National Football League (NFL).

## Carrera
Fue seleccionado en la primera ronda en la Reunión Anual de Selección de Jugadores de la NFL de 2020. Hizo su debut profesional con el equipo San Francisco 49ers, donde jugó cuatro temporadas, en 2024 pasó a New York Jets.